# Aquamarine (Danger Mouse e Black Thought)
Aquamarine è un singolo dei musicisti Danger Mouse e Black Thought in collaborazione con Michael Kiwanuka pubblicato il 13 luglio 2022 dalla BMG come terzo singolo estratto dall'album Cheat Codes.

## Descrizione
Il video, diretto dal team UNCANNY, si introduce con la rappresentazione di varie immagini con oggetti sferici, fino a poi zoomare sull'occhio destro di Danger Mouse. Lo zoom lentamente si dissolve e il brano viene proseguito con Black Thought che canta i versi del brano (con Danger Mouse che appare per il ritornello). Il video si chiude in modo analogo, con la rappresentazione di oggetti sferici e successivamente il cerchio nero, rosso e verde, che appare sulla copertina dell'album.
Stranamente, Michael Kiwanuka non è presente nel video, bensì, solo nel brano.

## Tracce
1. Aquamarine – 3:58 (Brian Joseph Burton, Tariq Luqmaan Trotter, Michael Samuel Kiwanuka)